# Jules Verne : De la science à l'imaginaire
Jules Verne : De la science à l'imaginaire est un ouvrage publié en 2004 par les Éditions Larousse. 

## Contenu
Préfacé par Michel Serres et dirigé par Philippe de La Cotardière, il se distingue en n'étant pas une biographie. Il s'agit en effet d'une étude sur Jules Verne au regard des sciences d'aujourd'hui. Cinq spécialistes ont ainsi travaillé sur leur domaine : deux verniens, Jean-Paul Dekiss (biographe) et Alexandre Tarrieu (spécialiste de la genèse et de la géographie vernienne), un astronome Philippe de la Cotardière, un géologue Gabriel Gohau et un physicien Michel Crozon.

## Prix
L'ouvrage a reçu le Prix Roberval en 2005 ainsi que le prix spécial du Festival d'astronomie de Haute-Maurienne-Vanoise

## Traductions
Il est traduit en plusieurs langues dont le coréen et le japonais.